# Eleocharis coloradoensis
Eleocharis coloradoensis är en halvgräsart som först beskrevs av Nathaniel Lord Britton, och fick sitt nu gällande namn av Charles Louis Gilly. Eleocharis coloradoensis ingår i släktet småsäv, och familjen halvgräs. Inga underarter finns listade i Catalogue of Life.